# Aurélien Comte
Aurélien Comte (Parijs, 11 september 1988) is een Frans autocoureur.

## Carrière
Comte begon zijn autosportcarrière in 2005 in het karting, waarin hij actief bleef tot 2006. Dat jaar maakte hij ook zijn debuut in de Franse Renault Clio Cup, waarin hij achtste werd in 2007 en vierde in 2008. In 2010 maakte hij de overstap naar de Franse Seat León Supercopa en werd zesde in zijn eerste seizoen in het kampioenschap. In 2011 verbeterde hij zichzelf naar de vierde plaats, waarbij hij één race won. In 2012 won hij meerdere races en werd hij tweede in de eindstand. In 2013 maakte hij de overstap naar de European Touring Car Cup, waarin hij tweede werd in de Single-Makes Trophy met twee overwinningen.
In 2014 maakte Comte de overstap naar de Franse Peugeot RCZ Racing Cup en won het kampioenschap met acht overwinningen uit dertien races. In 2015 bleef hij rijden in de klasse en werd opnieuw kampioen. In 2016 reed hij in slechts één raceweekend van dit kampioenschap. Daarnaast kwam hij dat jaar uit in één raceweekend van de TCR Benelux voor het team Peugeot Belgique Luxembourg, waarin hij tweemaal tweede werd, en één raceweekend van het Championnat de France Prototypes.
In 2017 stapte hij fulltime over naar de TCR Benelux, waarin hij naast Kevin Abbring uitkwam in een Peugeot 308 Racing Cup voor het team DG Sport Compétition. Hij won twee races op het Circuit Zolder en één op het Circuit Jules Tacheny Mettet, terwijl Abbring ook één individuele overwinning behaalde. Uiteindelijk eindigden zij als vierde in het kampioenschap met 375 punten. Aansluitend nam Comte deel aan de eenmalige TCR Europe Trophy, waarin hij opnieuw uitkwam voor DG Sport in een Peugeot 308. Hij eindigde als derde in de eerste race en als tweede in de tweede race, waarmee hij tijdens het weekend de meeste punten verzamelde en uitgeroepen werd tot winnaar van het evenement. Als prijs mocht hij aan het eind van dat jaar deelnemen aan het laatste raceweekend van de TCR International Series op het Dubai Autodrome voor DG Sport in een Opel Astra TCR, maar haalde in beide races de finish niet.